# Finneas O’Connell

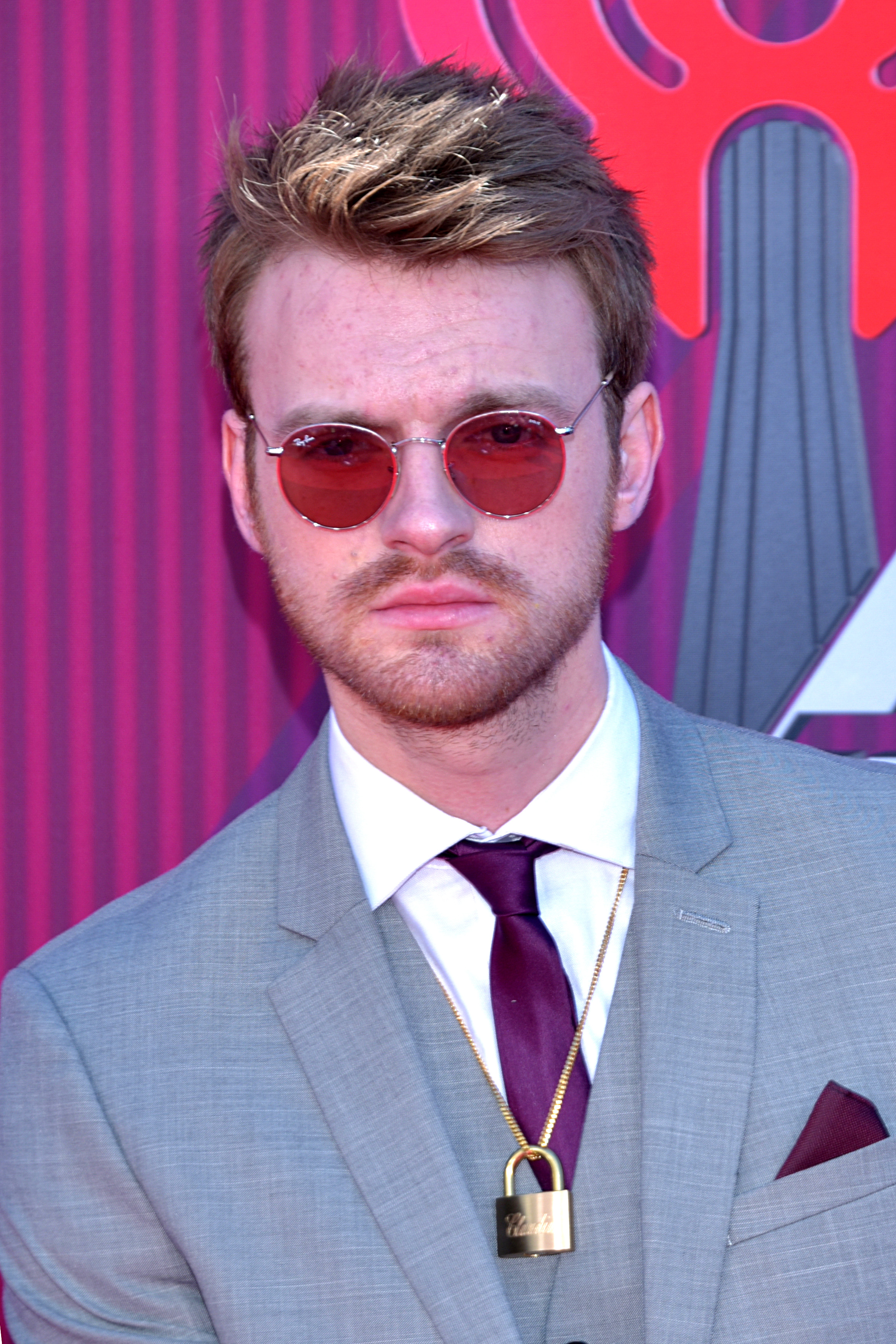
Finneas O’Connell (2019)

Finneas Baird O’Connell (* 30. Juli 1997 in Los Angeles, Kalifornien), auch bekannt als FINNEAS, ist ein US-amerikanischer Singer-Songwriter, Musikproduzent und Schauspieler. Bekanntheit erlangte er als Produzent und Co-Songwriter für seine jüngere Schwester Billie Eilish sowie als Darsteller in Fernsehserien wie Glee und Modern Family. Sein Solo-Debütalbum Optimist erschien im Oktober 2021.

## Leben
Finneas Baird O’Connell kam 1997 als Sohn der Musiker und Schauspieler Patrick O’Connell und Maggie Baird in Los Angeles zur Welt. Er hat irische und schottische Wurzeln. Seine jüngere Schwester ist die 2001 geborene Musikerin Billie Eilish. Finneas wuchs im Stadtteil Highland Park auf und wurde, bevor er an die High School wechselte, zuhause unterrichtet. Als Kind begleitete er seine Mutter zu diversen Vorsprechen, wobei er laut eigenen Angaben eine realistische Vorstellung der Unterhaltungsbranche erfuhr.
Finneas ist mit der bekannten US-YouTuberin Claudia Sulewski liiert.

## Karriere
Im Alter von zwölf Jahren begann Finneas mit dem Komponieren und Aufnehmen seiner eigenen Lieder. 2011 gab er im Film Bad Teacher an der Seite von Cameron Diaz sein Schauspieldebüt. Im Independent-Film Life Inside Out, in dem er neben seinen Eltern zu sehen ist, übernahm er 2013 erstmals eine Hauptrolle. Mutter und Sohn steuerten auch einige Songs zum Soundtrack bei. Einem größeren Publikum wurde er durch zwei Auftritte in der ABC-Sitcom Modern Family bekannt. 2014 veröffentlichte er mit seiner Band The Slightlys die Power-Pop-Single Superhero sowie eine EP und gewann einige lokale Bandwettbewerbe. 2015 erhielt er wiederkehrende Rollen in den Serien Glee und Aquarius, entschied sich aber bald dazu, sich mehr auf seine musikalische Laufbahn zu konzentrieren.
So begann er eng mit seiner Schwester zusammenzuarbeiten und schrieb und produzierte für sie ihre Debütsingle Ocean Eyes. Das Lied, ursprünglich für The Slightlys gedacht, wurde 2015 zunächst via SoundCloud veröffentlicht und machte Billie Eilish schlagartig bekannt. Zwei Jahre später produzierte Finneas Billie Eilishs erste EP Don’t Smile at Me, die ein internationaler Erfolg wurde. Während er 2018 immer mehr Solosingles veröffentlichte, arbeitete er mit seiner Schwester an ihrem Debütalbum. When We All Fall Asleep, Where Do We Go? erschien im März 2019 und erreichte neben Kritikerlob Platz eins der Billboard 200 und zahlreicher anderer Charts. Im Oktober desselben Jahres brachte er seine erste Solo-EP Blood Harmony heraus. Bei den Grammy Awards 2020 teilte er sich die vier Auszeichnungen für Album, Record, Song und Pop Vocal Album des Jahres mit seiner Schwester und gewann zusätzlich zwei Preise in den Kategorien Produzent und bestabgemischtes Album des Jahres.
2020 komponierte und textete er mit Billie Eilish den Titelsong No Time to Die zu James Bond 007: Keine Zeit zu sterben, dem 25. Film der Reihe. Bei der Aufnahme arbeitete das Geschwisterpaar unter anderem mit Hans Zimmer und Johnny Marr zusammen. Bei den Grammy Awards 2021 gewann er mit Billie Eilish zwei Preise in den Kategorien Record of the Year für Everything I Wanted und Best Song Written for Visual Media für No Time to Die. Am 15. Oktober 2021 erschien bei Interscope Records sein erstes Solo-Studioalbum Optimist.
Im Jahr 2022 gewann O’Connell gemeinsam mit seiner Schwester für den James-Bond-Song No Time to Die unter anderem den Oscar und Golden Globe Award. Wenige Monate später wurden beide in die Academy of Motion Picture Arts and Sciences (AMPAS) berufen, die alljährlich die Oscars vergibt.
Im Jahr 2024 war er als Komponist an Alfonso Cuaróns Miniserie Disclaimer beteiligt.

## Stil
Finneas O’Connells Musik wird den Musikrichtungen Pop, Indie-Rock, Alternative Singer-Songwriter und Indie-Electronic zugeordnet. Während er 2018 viel Solomaterial produzierte, begann sich sein eigener Stil herauszukristallisieren. Laut Billboard neigen seine Songs zu üppigen Klavierakkorden und gehauchtem Gesang und sind oft sehr persönlich. Beispielsweise beruft sich der Text zu seiner Ballade Break My Heart Again Wort für Wort auf eine Unterhaltung mit einer Exfreundin. Diese soll ihn sogar vor allen anderen gehört und die Veröffentlichung abgesegnet haben. Textlich referenzieren sich seine Lieder oft gegenseitig. Sein Akustikstück Luck Pusher findet etwa in Let’s Fall in Love For the Night eine Anspielung mit den Worten „I like to push my luck“. Dieselbe Handschrift zeigt sich auch in dem von ihm co-komponierten Billie-Eilish-Track Copycat, der seine Akkordfolge von einem anderen ihrer Songs übernimmt.

## Diskografie
Studioalben
- 2021: Optimist
- 2024: For Cryin’ Out Loud

EPs
- 2019: Blood Harmony

Singles
- 2014: Superhero (mit The Slightlys)
- 2016: I’m in Love Without You
- 2016: New Girl
- 2018: Landmine
- 2018: College
- 2018: Life Moves On
- 2018: Let’s Fall in Love for the Night (UK: Silber, US: Gold)
- 2018: Luck Pusher
- 2018: Hollywood Forever
- 2018: Heaven
- 2018: Break My Heart Again
- 2019: I Lost a Friend
- 2019: Angel
- 2019: Shelter
- 2019: I Don’t Miss You at All
- 2020: What They’ll Say About Us
- 2020: Can’t Wait to Be Dead
- 2020: Where the Poison Is
- 2021: A Concert Six Months from Now
- 2021: Till Forever Falls Apart (mit Ashe, UK: Silber, US: Gold)

Autorenbeteiligungen und Produktionen (Auswahl)
- 2018: Kenzie Nimmo – Wash You Off (A)
- 2019: Ashe – Moral of the Story (A, P)
- 2019: Camila Cabello – First Man (P)
- 2019: Camila Cabello – Used to This (A, P)
- 2019: JP Saxe feat. Julia Michaels – If the World Was Ending (P)
- 2019: Selena Gomez – Lose You to Love Me (P)
- 2019: Tate McRae – Tear Myself Apart (A)
- 2020: Ben Platt – So Will I (A, P)
- 2020: Bruno Major – The Most Beautiful Thing (A)
- 2020: Demi Lovato – Commander in Chief (A, P)
- 2020: Halsey – I Hate Everybody (A)
- 2020: Kid Cudi – Beautiful Trip (A, P)
- 2020: Kid Cudi – Sept. 16 (A, P)
- 2020: Lennon Stella – Jealous (A)
- 2020: Tove Lo – Bikini Porn (A, P)
- 2020: Tove Lo – Passion and Pain Taste the Same When I’m Weak (A, P)
- 2020: Trevor Daniel & Selena Gomez – Past Life (A)
- 2021: Adam Melchor – Start Forgetting Death (A)
- 2021: Arz – Alone with You (A)
- 2021: Girl in Red – Serotonin (P)
- 2021: Hans Zimmer – Final Ascent (A)
- 2021: Hans Zimmer – Home (A)
- 2021: Hans Zimmer – Lovely to See You Again (A)
- 2021: Justin Bieber & Benny Blanco – Lonely (A, P)
- 2022: Clear Eyes, Kemba, Kevin Garrett – Heat of the Moment (A)
- 2022: James Bay – Save Your Love (A, P)
- 2022: Tate McRae – I Still Say Goodnight (A, P)
- 2022: Yo Gotti, Moneybagg Yo, feat. 42 Dugg & EST Gee – Gangsta Art (A)

## Auszeichnungen für Musikverkäufe
| Goldene Schallplatte - Spanien - 2024: für die Single Let’s Fall in Love for the Night |

Anmerkung: Auszeichnungen in Ländern aus den Charttabellen bzw. Chartboxen sind in ebendiesen zu finden.
| Land/RegionAuszeichnungen für Musikverkäufe (Land/Region, Auszeichnungen, Verkäufe, Quellen) | Silber  | Gold     | Platin | Verkäufe | Quellen             |
| -------------------------------------------------------------------------------------------- | ------- | -------- | ------ | -------- | ------------------- |
| Spanien (Promusicae)                                                                         | —       | Gold1    | —      | 30.000   | elportaldemusica.es |
| Vereinigte Staaten (RIAA)                                                                    | —       | Gold1    | —      | 500.000  | riaa.com            |
| Vereinigtes Königreich (BPI)                                                                 | Silber1 | —        | —      | 200.000  | bpi.co.uk           |
| Insgesamt                                                                                    | Silber1 | 2× Gold2 | —      |          |                     |

## Filmografie
- 2011: Bad Teacher
- 2013: Life Inside Out
- 2013: Tomorrow (Kurzfilm)
- 2013–2014: Modern Family (TV-Serie, 2 Episoden)
- 2014: happySADhappy (Kurzfilm)
- 2015: Glee (TV-Serie, 4 Episoden)
- 2015: Aquarius (TV-Serie, 2 Episoden)
- 2015: Fallout 4 (Computerspiel, Stimme)
- 2017: Confessions of a Teenage Jesus Jerk
- 2021: Billie Eilish: The World’s a Little Blurry (Dokumentation)

## Auszeichnungen
| Jahr | Award                    | Nominiertes Werk                         | Kategorie                            | Resultat  |
| ---- | ------------------------ | ---------------------------------------- | ------------------------------------ | --------- |
| 2019 | ASCAP Pop Music Awards   | Er selbst und Billie Eilish              | Vanguard Award                       | Gewonnen  |
| 2020 | Grammy Awards            | Bad Guy                                  | Record of the Year                   | Gewonnen  |
| 2020 | Grammy Awards            | Bad Guy                                  | Song of the Year                     | Gewonnen  |
| 2020 | Grammy Awards            | When We All Fall Asleep, Where Do We Go? | Album of the Year                    | Gewonnen  |
| 2020 | Grammy Awards            | When We All Fall Asleep, Where Do We Go? | Best Engineered Album, Non-Classical | Gewonnen  |
| 2020 | Grammy Awards            | When We All Fall Asleep, Where Do We Go? | Best Pop Vocal Album                 | Gewonnen  |
| 2020 | Grammy Awards            | Er selbst                                | Producer of the Year, Non-Classical  | Gewonnen  |
| 2020 | ASCAP Pop Music Awards   | Bad Guy                                  | Winning Song                         | Gewonnen  |
| 2020 | iHeartRadio Music Awards | Er selbst                                | Producer of the Year                 | Gewonnen  |
| 2020 | iHeartRadio Music Awards | Er selbst                                | Songwriter of the Year               | Nominiert |
| 2020 | MTV Video Music Awards   | Let’s Fall in Love for the Night         | Best Alternative                     | Nominiert |
| 2021 | Grammy Awards            | Everything I Wanted                      | Record of the Year                   | Gewonnen  |
| 2021 | Grammy Awards            | Everything I Wanted                      | Song of the Year                     | Nominiert |
| 2021 | Grammy Awards            | No Time to Die                           | Best Song Written for Visual Media   | Gewonnen  |
| 2021 | Variety’s Hitmakers      | No Time to Die                           | Film Song of the Year                | Gewonnen  |
| 2021 | ASCAP Pop Music Awards   | Everything I Wanted                      | Winning Song                         | Gewonnen  |
| 2022 | Golden Globe Awards      | No Time to Die                           | Bester Filmsong                      | Gewonnen  |
| 2022 | Oscar                    | No Time to Die                           | Bester Song                          | Gewonnen  |
| 2022 | Grammy Awards            | Er selbst                                | Best New Artist                      | Nominiert |
| 2022 | Grammy Awards            | Happier Than Ever                        | Album of the Year                    | Nominiert |
| 2022 | Grammy Awards            | Happier Than Ever                        | Best Pop Vocal Album                 | Nominiert |
| 2022 | Grammy Awards            | Happier Than Ever                        | Record of the Year                   | Nominiert |
| 2022 | Grammy Awards            | Happier Than Ever                        | Song of the Year                     | Nominiert |
| 2022 | Grammy Awards            | Happier Than Ever                        | Best Pop Solo Performance            | Nominiert |
| 2022 | ASCAP Pop Music Awards   | Therefore I Am                           | Winning Song                         | Gewonnen  |
| 2023 | Hit FM Music Awards      | A Concert Six Months From Now            | Top 10 Singles                       | Nominiert |
| 2024 | Oscar                    | What Was I Made For?                     | Bester Song                          | Gewonnen  |